# HMS Nelson (1876)
El HMS Nelson fue un crucero acorazado de la Marina Real Británica, buque cabeza de su clase,  construido por John Elder & Company, Govan, Escocia, fue botado en 1876, asignado en 1881, y vendido para desguace en 1910. 

## Historia operacional
Navegó hacia Australia tras ser asignado, donde sirvió hasta 1889, momento en que se le hicieron reformas durante dos años.
De 1891 hasta 1894 fue utilizado como guardacostas en Portsmouth, antes de ser relegado a la reserva.  

## Reserva y baja
Fue convertido en buque de entrenamiento de fogoneros en 1902 y desguazado en Holanda tras ser vendido en 1910.

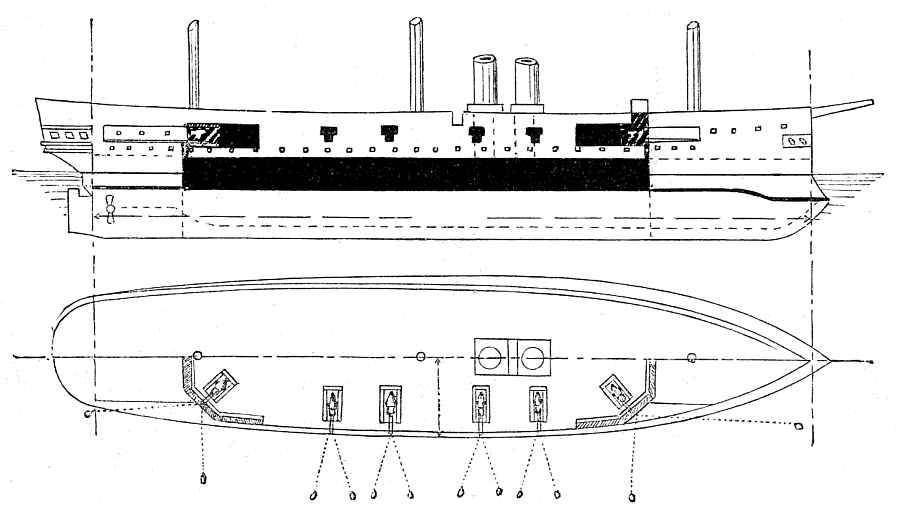
Planta y perfil del HMS Nelson

## Anexos
- Anexo:Buques blindados (1855-1880)
- Anexo:Cruceros acorazados por país